# Cine Nomine
 (septembre 2012).
Si vous disposez d'ouvrages ou d'articles de référence ou si vous connaissez des sites web de qualité traitant du thème abordé ici, merci de compléter l'article en donnant les références utiles à sa vérifiabilité et en les liant à la section « Notes et références ».
Cine Nomine est une société de production de longs métrages et de conseil dans le domaine de l’économie du cinéma, créée en 1997 par les producteurs Pierre Forette et Thierry Wong.

## Description
Pierre Forette et Thierry Wong, diplômés de la Femis, créent en 1997 Cine Nomine, société de production de longs métrages. La même année, Thierry Wong est lauréat de la bourse « jeune producteur » de la Fondation Jean-Luc Lagardère.
En 2000, Pierre Forette et Thierry Wong produisent leur premier long métrage, La Squale, premier film de Fabrice Genestal, nommé aux César dans la catégorie « Meilleure première œuvre ». Ils ont depuis notamment produit Président de Lionel Delplanque avec Albert Dupontel, L'Homme de chevet d’Alain Monne avec Sophie Marceau et Christophe Lambert, Un peu, beaucoup, aveuglément de Clovis Cornillac, ou La Nouvelle Vie de Paul Sneijder de Thomas Vincent avec Thierry Lhermitte.
Simultanément à leur activité de production, Pierre Forette et Thierry Wong fondent en 2003, en partenariat avec la Banque palatine (ex Sanpaolo) du groupe BPCE, les SOFICA Uni étoile qui deviendront Palatine étoile ainsi que plusieurs sociétés CN Productions consacrées à l’investissement dans le cinéma français et européen. L’ensemble de ces sociétés ont levé et investi plus de 105 millions d’euros dans plus de 340 longs métrages dont une Palme d’or et 42 films sélectionnés au Festival de Cannes. 
En 2020, les SOFICA Palatine Etoile ont obtenu 51 nominations aux César 2020.
En 2022, création de la vingtième génération de SOFICA Palatine Etoile,.

## Filmographie
- 2024: Un p'tit truc en plus d'Artus
- 2023 : Les Choses simples d'Eric Besnard
- 2022 : C'est magnifique ! de Clovis Cornillac [13]
- 2021 :  Si on chantait de Fabrice Maruca
- 2020 : L'Esprit de famille d'Eric Besnard
- 2016 : La Nouvelle Vie de Paul Sneijder de Thomas Vincent [14]
- 2015 : Un peu, beaucoup, aveuglément de Clovis Cornillac
- 2010 : Krach de Fabrice Genestal
- 2010 : Joseph et la Fille de Xavier de Choudens
- 2009 : L'Homme de chevet d’Alain Monne
- 2008 : Reprise de Joachim Trier (production exécutive)
- 2006 : Président de Lionel Delplanque
- 2004 : Le Cadeau d'Elena de Frédéric Graziani
- 2000 : La Squale de Fabrice Genestal